# جامعة قبرص المفتوحة
جامعة قبرص المفتوحة ( OUC ؛ باليونانية : Ανοικτό Πανεπιστήμιο Κύπρου)، في ليفكوسيا (نيقوسيا)، هي جامعة عامة في قبرص ، متخصصة في التعليم المفتوح والتعليم عن بعد. تطورت جامعة قبرص المفتوحة استجابة للطلب المتزايد على التعليم المستمر والتعلم مدى الحياة . إنها مؤسسة التعليم العالي الأولى والوحيدة في قبرص المخصصة بالكامل للتعليم المفتوح والتعليم عن بعد على المستويين الجامعي والدراسات العليا. من خلال التركيز بشكل كبير على البحث، تشجع جامعة قبرص المفتوحة برامج البحث التي تهدف إلى تطوير المنهجيات والتقنيات العالية المقابلة للتعلم المفتوح والتعليم عن بعد.

## المنهجية
يُطلق على أسلوب التدريس في جامعة قبرص المفتوحة اسم "التعلم المفتوح والتعلم عن بعد". وبشكل أكثر تحديدًا، يتمتع الطلاب بفرصة التعلم في الوقت الذي يناسبهم دون الحاجة إلى التواجد في مباني الجامعة ليتمكنوا من حضور المحاضرات أو الندوات أو المختبرات، كما هو الحال مع الجامعات التقليدية.
يعتمد هيكل الدرجات العلمية ونظام الائتمان في الجامعة المفتوحة على مفهوم الوحدات المواضيعية (أو الوحدات) القابلة للتكيف مع نظام تحويل وتجميع الرصيد الأوروبي (ECTS). يمكن لطلاب جامعة قبرص المفتوحة الوصول إلى منصة التعلم الإلكتروني، وهي بوابة إلكترونية حيث يتم نشر المعلومات العملية المتعلقة بالدراسات في الجامعة المفتوحة واللوائح والإجراءات ذات الصلة، بالإضافة إلى المعلومات المتعلقة بالدورات الدراسية ومواد الدورة وعبء العمل على الطلاب.

## برامج الدراسة
يتضمن كتالوج الدورات الكامل للعام الدراسي 2023-2024 البرامج التالية:
على مستوى الدراسات العليا، البرامج المقدمة باللغة الإنجليزية :
- ماجستير في إدارة الأعمال (ماجستير إدارة الأعمال المفتوحة)
- النظم المعرفية (درجة مشتركة مع جامعة قبرص)
- إدارة المخاطر المؤسسية (درجة مشتركة مع الجامعة اليونانية المفتوحة)
- تعليم الكبار من أجل التغيير الاجتماعي (درجة مشتركة مع جامعة جلاسكو، جامعة تالين، جامعة مالطا وجامعة ماينوث)

على مستوى البكالوريوس، البرامج المقدمة باللغة اليونانية :
- إدارة الأعمال
- دراسات الشرطة (فقط لخريجي أكاديمية الشرطة القبرصية )
- دراسات في الثقافة الهيلينية
- اقتصاديات
- قانون

على مستوى الدراسات العليا البرامج المقدمة باللغة اليونانية :
- المعلوماتية الصحية التطبيقية والتطبيب عن بعد
- الخدمات المصرفية والمالية
- الاتصالات والصحافة
- التعليم المستمر والتعلم مدى الحياة
- السياسة الثقافية والتنمية
- الدراسات التربوية
- الحفاظ على البيئة وإدارتها
- قانون الاتحاد الأوروبي
- اللغويات والأدب اليوناني
- إدارة الرعاية الصحية
- الإدارة والتكنولوجيا والجودة
- إدارة الأعمال (ماجستير إدارة الأعمال المفتوحة)
- الدراسات المسرحية
- أمن الكمبيوتر والشبكات
- الإعلام في المدارس المعاصرة
- بناكس: التاريخ السياسي، النظرية والتطبيق
- أخلاقيات البيولوجيا - أخلاقيات الطب

### الجامعات المتعاونة
- الجامعة اليونانية المفتوحة منذ 1 مارس 2013